# Vendsyssel-Thy
Vendsyssel-Thy ou Nørrejyske Ø est une île située à l'extrême nord du Danemark.

## Géographie
Elle s'est séparée de la péninsule du Jutland, dont elle constituait jusqu'ici une presqu'île, par une inondation qui, en 1825, ouvrit définitivement le Limfjord sur la mer du Nord. L'île borde aujourd'hui quatre espaces maritimes : le Cattégat, le Limfjord, le Skagerrak et la mer du Nord. Avec une superficie de 4 685 km2, c’est la deuxième île par la taille du Danemark métropolitain après celle de Seeland. 
Vendsyssel-Thy compte une population de 306 373 habitants (au 1er janvier 2003).
Les villes principales sont : Hjørring, Frederikshavn, Løkken (en), Skagen, Brønderslev et Hirtshals.

## Histoire
Avant l'inondation du 3 février 1825, le Vendsyssel-Thy était relié à un seul endroit au Jutland par un isthme, situé à l'extrême sud-ouest entre les localités de Agger et de Harboøre, d'une longueur de 13 km et d'une largeur de moins de 1 km, le Tange Agger, lequel séparait la mer du Nord du Limfjord. Cet isthme fut alors détruit, créant le Canal Agger.
Le Canal Thyborøn, localisé plus au sud du canal original, a été créé au centre de l’isthme par une autre inondation en 1862. Le Canal Agger commença à se remplir de sable et fut totalement comblé en 1877.

## Organisation territoriale
Avant la réforme territoriale de 2007, le Vendsysselest était divisé en trois parties :
- Vendsyssel, la plus grande partie de l’est et du nord (au nord du comté de Jutland),
- Hanherrederne, la partie centrale (divisée entre le nord du Jutland et les comtés de Viborg),
- Thy à l’ouest (dans le comté du Viborg, sauf pour une grande partie du sud, appelée Thyholm, laquelle est dans le comté de Ringkjøbing).

Aujourd'hui, l'île n'est plus divisée qu'en communes. Elle fait partie intégrante de la région du Jutland du Nord, dont elle constitue la majeure partie en termes de surface.